# Toda la noche (álbum)
Toda la noche es el octavo álbum solista del cantante y compositor argentino de cuarteto Pelusa. Fue lanzado en 1988 por el sello RCA Victor en disco de vinilo y casete.

## Lista de canciones
Lado A
1. «Esto es Pelusa» (Miguel Antonio Calderón, Juan Carlos Pesci) / «Veneno para dos» (Difelisatti, J. R. Florez) – 4:32
2. «Qué noche me diste» (Tito Romeo, Miguel Orlando Iacopetti) – 3:15
3. «Ella quiere volver» (Cacho Castaña, Miguel Orlando Iacopetti) – 2:43
4. «Más vale un hombre» (Daniela Romo, Danilo Vaona, Boccuzzi)  – 2:51
5. «Lástima» (Carlos Sergio) – 2:58

Lado B
1. «Vamos a la calle» (Cacho Castaña, Miguel Orlando Iacopetti) – 2:27
2. «Pegado al teléfono» (Arcusa, De La Calva) – 3:51
3. «No, no, no señor» (Tito Romeo, Miguel Orlando Iacopetti) – 3:14
4. «Todos bailan» (César Pueyrredón) – 3:27
5. «Amor sin trampas» (Yunes, Castillo) – 2:36

## Créditos
- Arreglos y dirección: Juan Carlos Pesci
- Dirección artística: Luis "D'Artagnan" Sarmiento
- Coordinación: "Bochi" Iacopetti
- Foto: José Luis Massa
- Arte: Pelusa Mariñas

- Datos: Q107736260